# Mountain Township (comté de Barry, Missouri)
Mountain Township est un township du comté de Barry dans le Missouri, aux États-Unis,. En 2000, le township comptait une population de 299 habitants. Fondé en 1846, il est baptisé en référence au terrain vallonné présent à l'intérieur de ses frontières.

## Source de la traduction
- (en) Cet article est partiellement ou en totalité issu de l’article de Wikipédia en anglais intitulé « Mountain Township, Barry County, Missouri » (voir la liste des auteurs).